# Cattedrale del Wawel

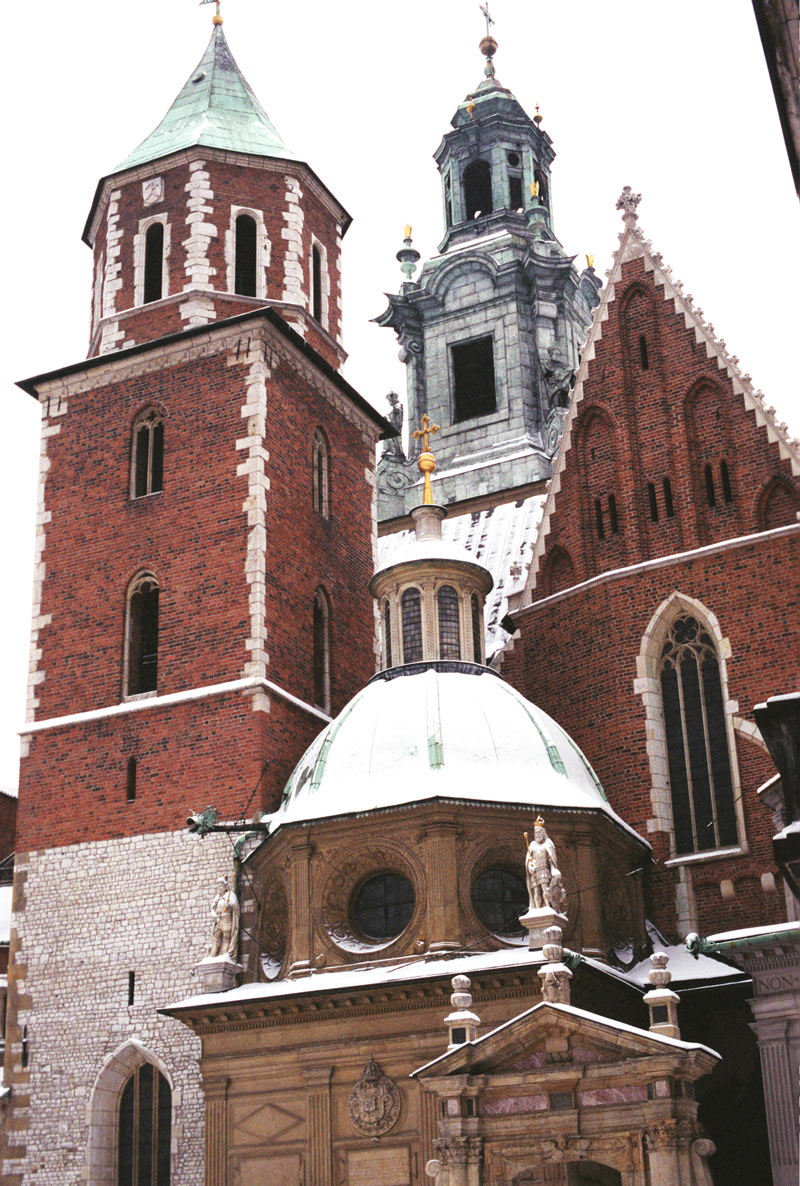
Cattedrale di Wawel

La cattedrale del Wawel (nome completo: basilica arcicattedrale dei Santi Stanislao e Venceslao) è una chiesa di Cracovia, considerata il santuario nazionale della Polonia.
La cattedrale, che sorge sulla collina del Wawel, a sud del centro storico della città, è stata la cattedrale in cui tradizionalmente si sono celebrate le incoronazioni dei sovrani polacchi ed è la chiesa madre dell'arcidiocesi di Cracovia.
Come nel caso della cattedrale di San Vito a Praga, all'interno complesso del castello di Praga dei Re di Boemia, anche la Cattedrale di Cracovia era parte integrante di un castello Reale, quello di Wawel, sede principale dei Re di Polonia fino alla fine del Cinquecento, quando la capitale polacca fu spostata a Varsavia, pur continuando a ospitare le incoronazioni e a fungere da residenza reale.

## Cappelle e camere sepolcrali

### La cappella di Sigismondo
La cosiddetta cappella di Sigismondo (in polacco Kaplica Zygmuntowska) è uno dei monumenti architettonici di maggior pregio di tutta Cracovia. Edificata come cappella tombale degli ultimi sovrani Jagelloni, è stata definita da molti storici dell'arte «il più bell'esempio del Rinascimento toscano a nord delle Alpi».
Finanziata da re Sigismondo I Jagellone, la cappella fu eretta tra il 1519 e il 1533 da Bartolomeo Berecci. Presenta una pianta quadrata sormontata da una cupola dorata ed ospita le tombe del suo fondatore Sigismondo, del re Sigismondo II Augusto e di Anna Jagellona. Il disegno delle sculture interne, degli stucchi e delle pitture fu realizzato da alcuni dei più rinomati artisti dell'epoca, come Santi Gucci ed Hermann Vischer, e dallo stesso architetto Georg Pencz.

## Personaggi sepolti nella cattedrale di Wawel

### Sovrani polacchi

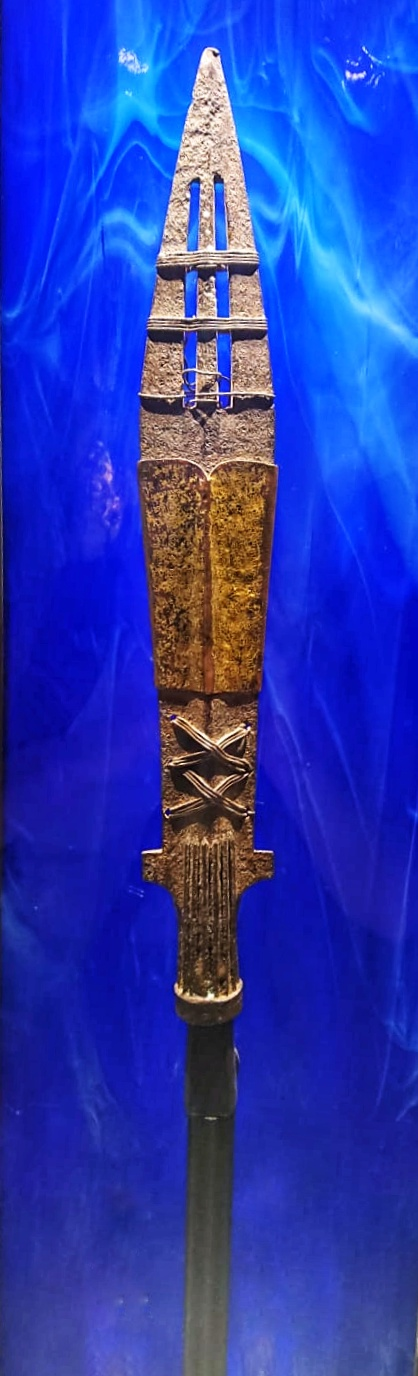
Copia della Lancia sacra custodita all'interno della cattedrale

- Ladislao I il BreveCopia della Lancia sacra custodita all'interno della cattedrale
- Casimiro III il Grande
- Edvige d'Angiò
- Ladislao II Jagellone
- Casimiro IV Jagellone
- Giovanni I Olbracht
- Sigismondo I il Vecchio
- Sigismondo Augusto
- Stefano Bathory
- Anna Jagellone
- Sigismondo III Vasa
- Ladislao IV Vasa
- Giovanni II Casimiro Vasa
- Michele Korybut Wiśniowiecki
- Giovanni III Sobieski
- Augusto II di Polonia
- Maria Luisa di Gonzaga-Nevers[1]

### Personaggi famosi
- Tadeusz Kościuszko
- Józef Piłsudski
- Władysław Sikorski
- Józef Antoni Poniatowski
- Adam Mickiewicz
- Juliusz Słowacki
- Cyprian Norwid (traslato dalla sua tomba in Francia)
- Lech Kaczyński
- Maria Kaczyńska
- Adam Stefan Sapieha

## Galleria d'immagini

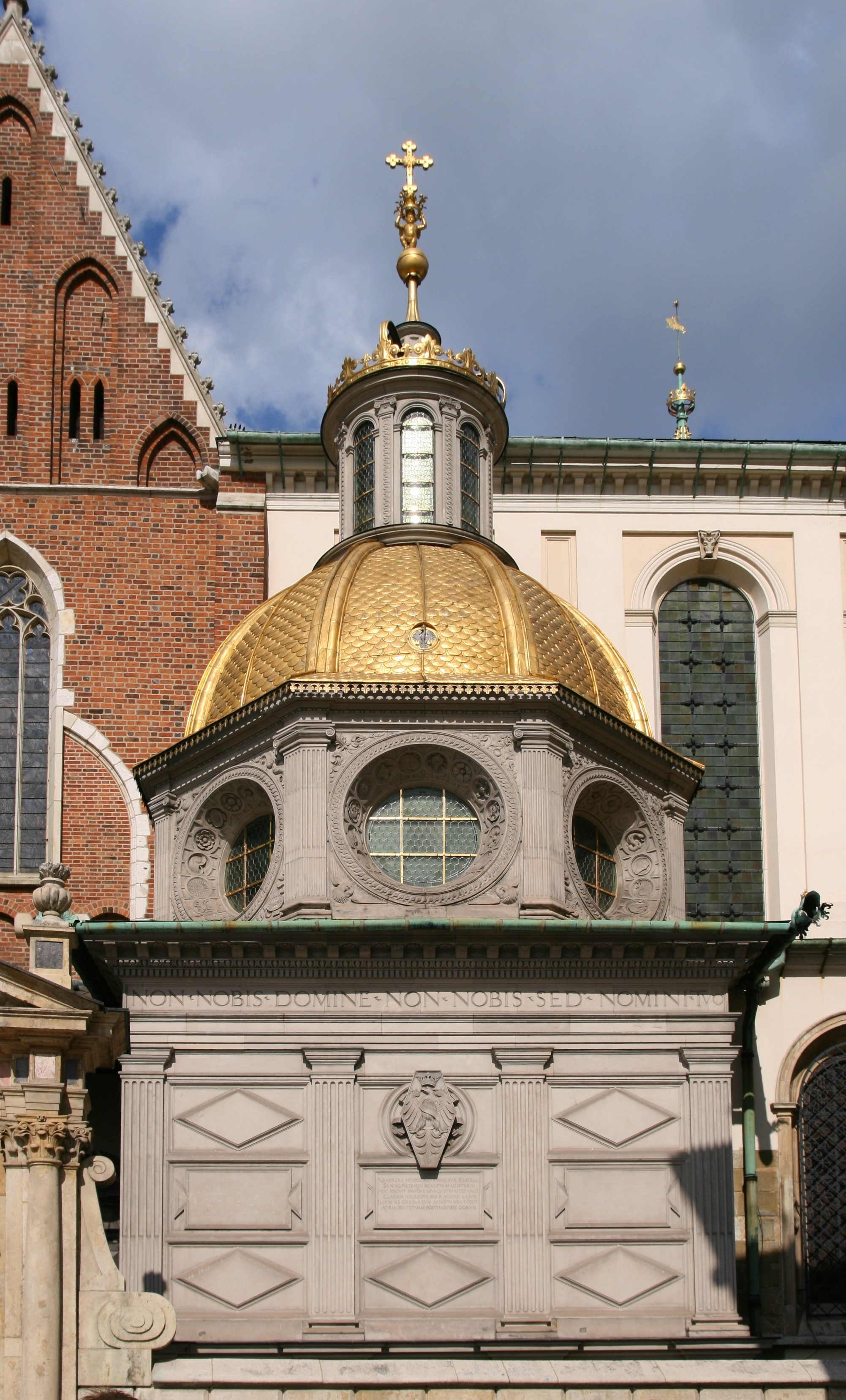
La cappella di Sigismondo, tomba degli ultimi sovrani Jagelloni, Perla del Rinascimento
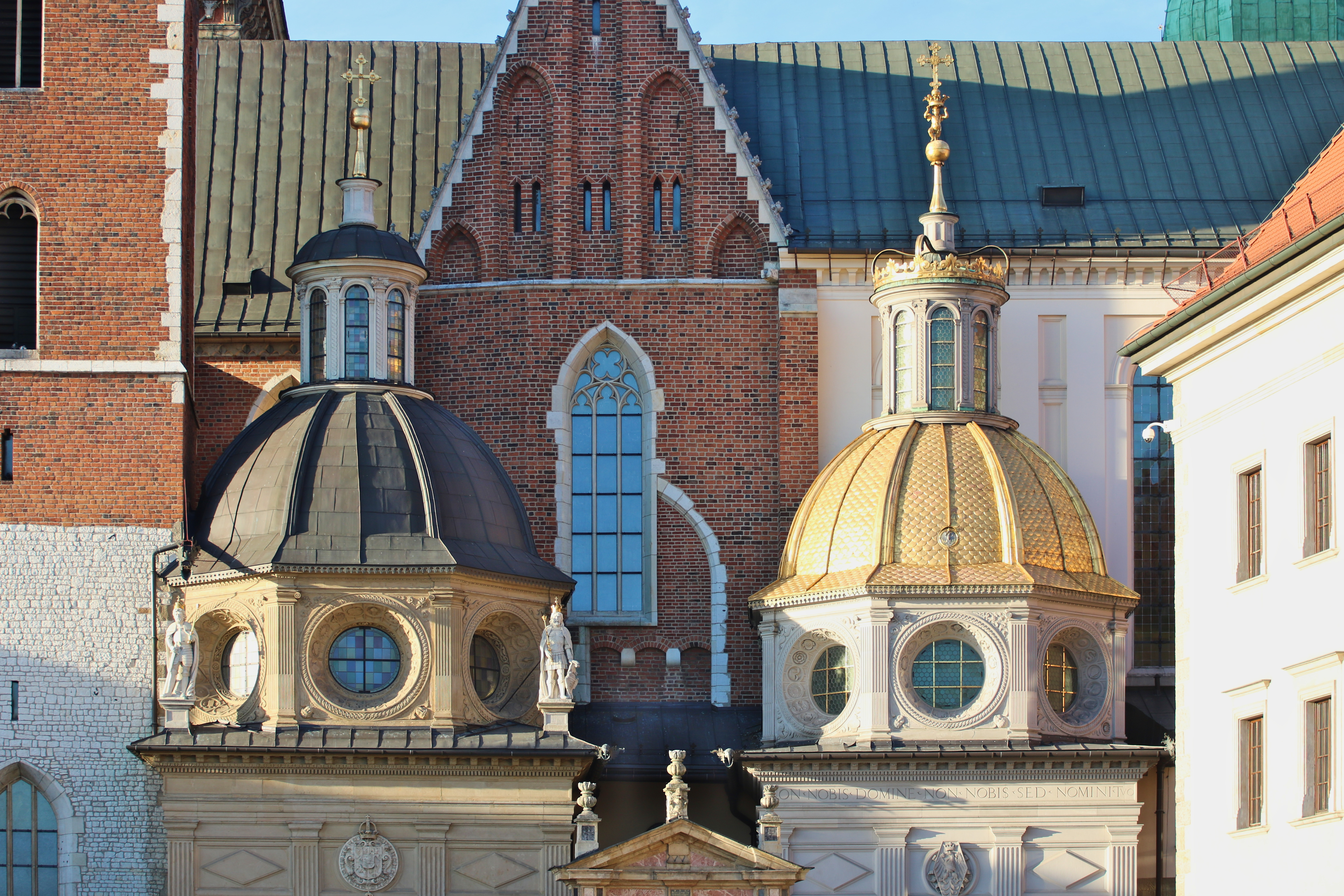
La cappella della dinastia Vasa (a sinistra) e la cappella di Sigismondo (a destra)
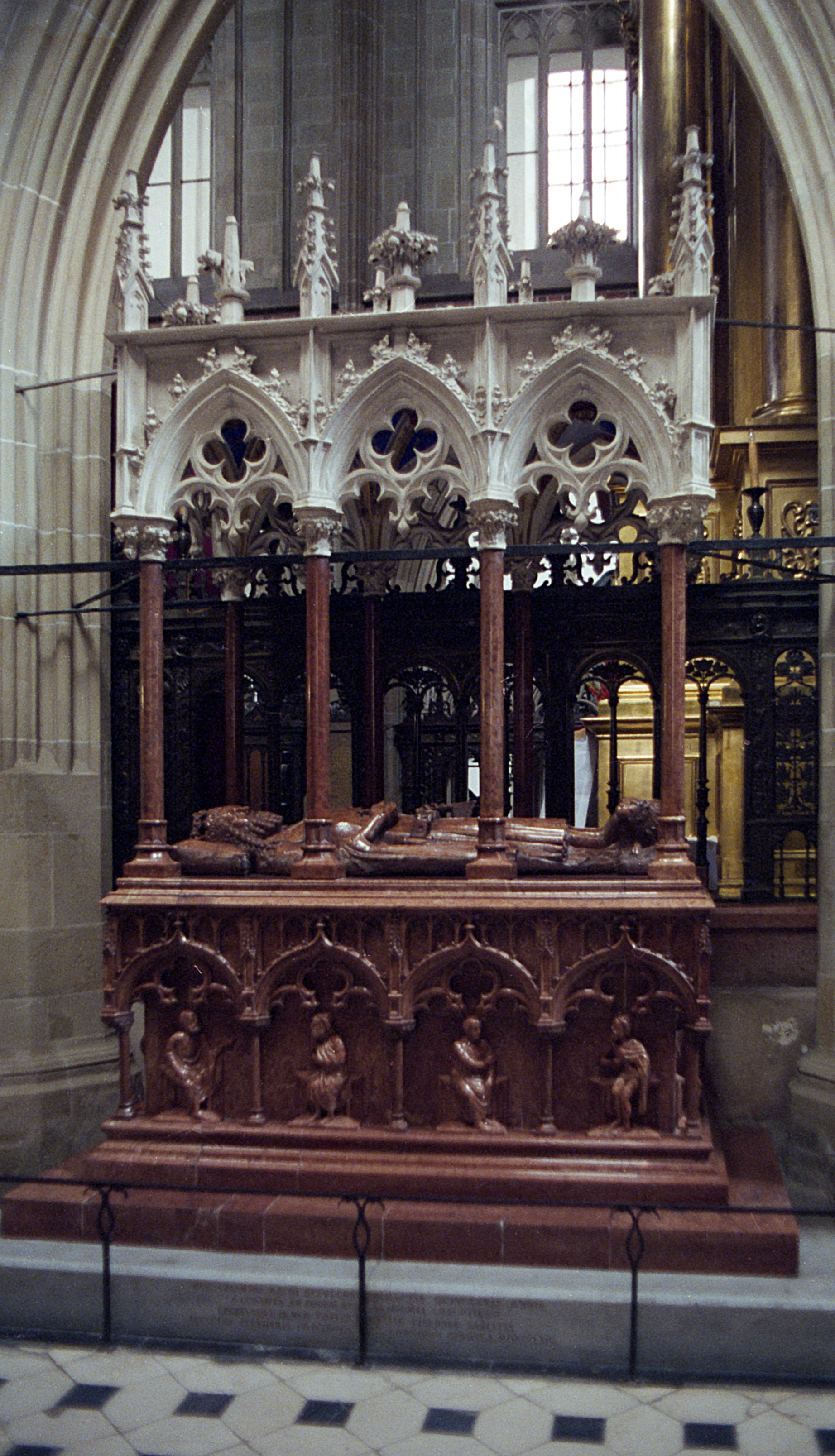
Tomba di Re Casimiro il Grande, XIV sec.
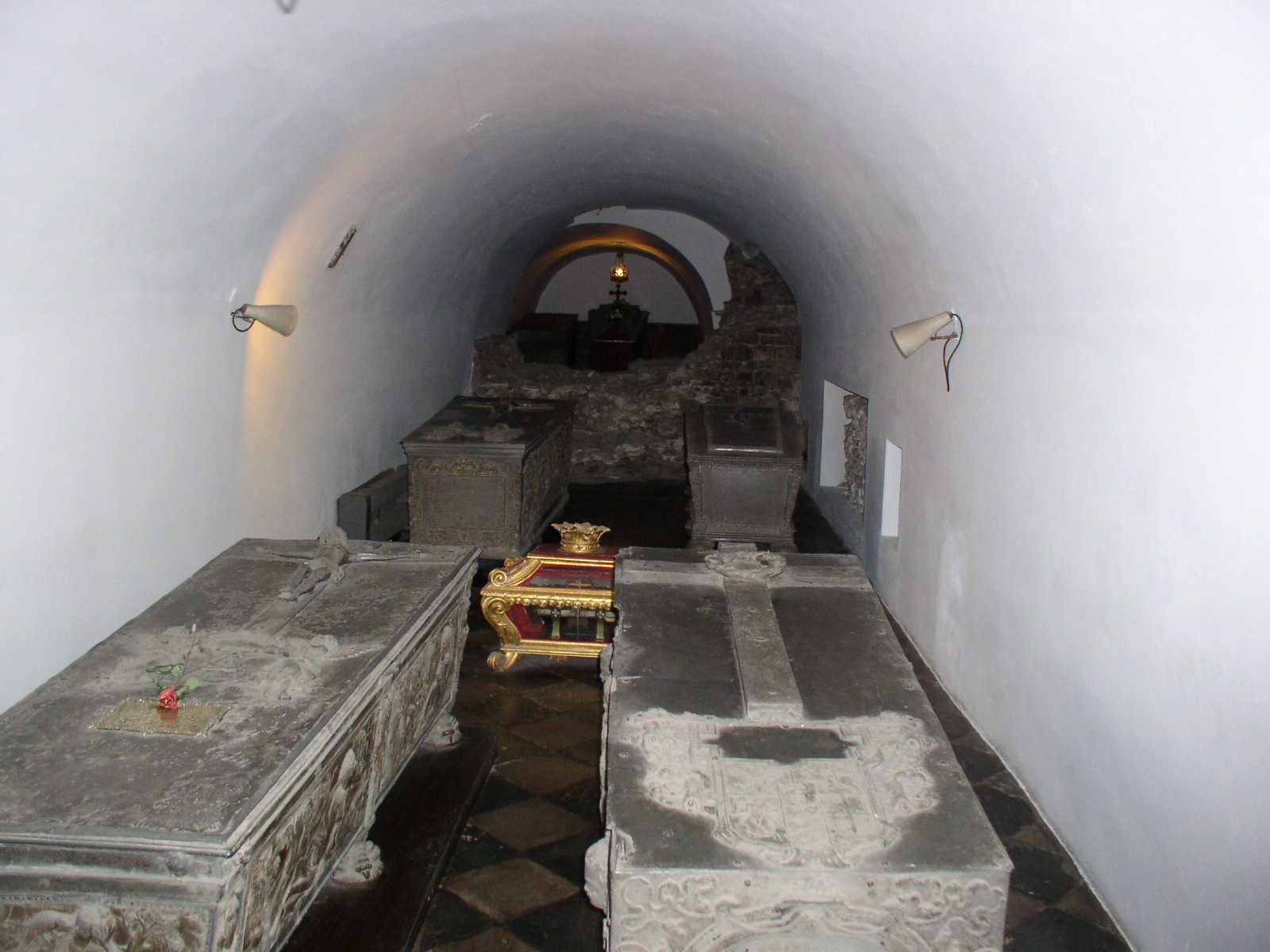
Tombe Reali